# Phyllonorycter epichares
Phyllonorycter epichares är en fjärilsart som först beskrevs av Edward Meyrick 1928.  Phyllonorycter epichares ingår i släktet guldmalar, och familjen styltmalar. Inga underarter finns listade i Catalogue of Life.